# 142-га окрема механізована бригада (Україна)
142-га окрема механізована бригада (142 ОМБр) — механізоване з'єднання Сухопутних військ Збройних сил України чисельністю у бригаду.
Бригада сформована на початку 2023 року як 142-га окрема піхотна бригада. На початку 2025 року реорганізована на механізовану.

## Історія
Бригада почала формуватися навесні 2023 року.
15 червня 2023 року пресслужба бригади поширила відео роботи своєї артилерії.
Станом на початок 2025 року бригада реорганізована на механізовану.

## Оснащення
- Leopard 1[4]

## Структура
- 416-й окремий стрілецький батальйон (Харківська область)[5][6]
- батальйон безпілотних систем[7]
- зенітно ракетна-артилерійська батарея[8]
- БУАР[9]
- мінометний взвод[10]

## Символіка
В емблемі бригади, затвердженій 26 липня 2023 р., в зелено-блакитному розтятому щиті зображено сім срібних семипроменевих зірок, а також перехрещено дві золоті козацькі шаблі. Число зірок вказує на кількість основних підрозділів, із яких складається бригада.

## Втрати
- 2 лютого 2024 — Разін Олексій, гранатометник. 46 років. Загинув поблизу села Іванівки на Куп'янському напрямку.[12]
- 11 лютого 2024 — Мусієнко Олександр. 36 років. Загинув на Куп'янському напрямку.[13]
- 27 квітня 2024 — Савчук Володимир («Дід»). 49 років, с. Іванчі. Загинув поблизу села Званівка Донецької області.[14]
- 2 травня 2024 — Кібенко Олег («West»), стрілок. 50 років. Загинув під час виконання бойового завдання поблизу села Соловйове Покровського району Донецької області.[15]
- 4 червня 2024 — Бойко Олег. 29 вересня 1987, с. Семенівка. Загинув у бою поблизу села Новопокровське Донецької області[16]
- 6 жовтня 2024 — Бірюков Віталій. 41 рік. Загинув на Донеччині.[17]
- 12 листопада 2024 — Поддубний Олександр Олександрович, сержант, командир відділення. 14.10.1971 р.н. Загинув під час мінометного обстрілу поблизу н.п. Мирноград Покровського району Донецької області.[18]
- 14 травня 2025 — Костикін Федір. Народився в Казахстані. У 2014 році добровільно долучився до лав ЗСУ. Життя бійця трагічно і передчасно обірвалося на Київщині.
- 24 травня 2025 - Вадим Михайлов. Загинув на Покровському напрямку під час бойового завдання[19].